# Lazare Meerson
Pour l’article homonyme, voir Meerson.

Lazare Meerson (8 juillet 1897(ou 1900 selon les sources) à Varsovie – 28 juin 1938 à Londres) est un décorateur de cinéma franco-polonais. Figure emblématique du décor cinématographique en France durant l'entre-deux-guerres, il a contribué de manière décisive à l'esthétique moderniste du cinéma français et a joué un rôle clé dans l'émergence du réalisme poétique.

## Biographie
Né à Varsovie, alors sous domination russe, Lazare Meerson étudie l'architecture avant de rejoindre l'Allemagne après la Révolution russe. Il suit des cours à Berlin, notamment en arts appliqués, et y obtient une première expérience dans le décor théâtral.
En 1924, il s'installe à Paris, où il intègre les  la Société des Films Albatros, société fondée par des exilés russes autour de Joseph Ermolieff. Il est d'abord assistant décorateur aux côtés de Boris Bilinsky, Pierre Kéfer et Alberto Cavalcanti. Ce dernier, architecte de formation, exercera une influence déterminante sur sa sensibilité esthétique.
Il travaille notamment sur les maquettes de L'Affiche (Epstein), Feu Mathias Pascal (L'Herbier), Le Double Amour (Epstein), avant de s'imposer comme décorateur principal. L’architecture moderne, l’art déco et la pensée fonctionnaliste vont devenir les pierres angulaires de sa création.

## Carrière
Dès 1925, Meerson collabore avec Jacques Feyder sur Gribiche, Carmen et Les Nouveaux Messieurs, et avec René Clair sur La Proie du vent, Un chapeau de paille d’Italie et Les Deux Timides. Dans Gribiche, il conçoit l’intérieur moderniste de Mme Maranet, modèle d’intérieur art déco, sobre, fonctionnel et hygiéniste, opposé aux guinguettes populaires.
Avec l’arrivée du son, Meerson devient chef décorateur aux studios Tobis d’Épinay. Il y conçoit les décors de plus de quarante films entre 1930 et 1936. Il poursuit sa collaboration avec René Clair : Sous les toits de Paris (1930), Le Million (1931), À nous la liberté (1931), Quatorze Juillet (1932).
Il y impose une nouvelle façon de penser les studios : les décors sont à la fois stylisés et ancrés dans une forme de vérité poétique. Son travail sur À nous la liberté est exemplaire : il conçoit une usine entière, chaînes de production comprises, offrant un espace régulier, géométrique, qui intègre pleinement les mouvements de caméra et la chorégraphie des corps.
Il collabore aussi avec Claude Autant-Lara (Ciboulette, 1933), Maurice Tourneur (Justin de Marseille, 1934), Abel Gance (Poliche, 1934), Marc Allégret (Les Beaux Jours, 1935). En 1935, il conçoit l’un de ses chefs-d’œuvre : La Kermesse héroïque de Feyder, pour lequel il reconstitue une ville flamande du XVIe siècle en studio, inspirée des peintures de Bruegel et Frans Hals, combinant rigueur historique et liberté d’interprétation.
Contrairement à l’abondance ornementale prônée par des décorateurs comme Donatien, il fait le choix de la clarté formelle et de la lisibilité. Il joue avec les échelles, les coursives, les perspectives forcées. Le studio devient pour lui un laboratoire d’utopie architecturale.
En 1936, Meerson est appelé en Angleterre par Jacques Feyder et Alexander Korda.
Il travaille sur Le Chevalier sans armure (1937), Fire Over England (1937), et The Citadel (1938) de King Vidor. Séduit par les moyens colossaux des Denham Film Studios, il déchante pourtant devant leur organisation industrielle, plus rigide que celle qu’il appréciait en France.
Alors qu’il achève les décors de The Citadel, Meerson meurt brutalement d’une méningite, à 41 ans. Ses obsèques sont suivies par René Clair et Jacques Feyder.

## Héritage
Lazare Meerson est considéré comme l'un des fondateurs de la modernité visuelle dans le cinéma français. Il a fortement influencé des décorateurs comme Jean d'Eaubonne, Alexandre Trauner ou Georges Wakhévitch, qui prolongeront son héritage dans le courant du réalisme poétique.
Au-delà du style, Meerson a modifié la conception même du décor de cinéma : il ne s’agit plus de reproduire, mais d’interpréter l’espace pour servir la narration. Sa pensée du décor comme espace de sens préfigure les approches scénographiques contemporaines.

## Distinctions
- Oscars 1933 : nomination à l'Oscar de la meilleure direction artistique pour À nous la liberté[7].

## Autres activités
Parallèlement à son travail pour le cinéma, Meerson réalise des fresques et décors peints, notamment pour le Casino de Monte-Carlo, ainsi que l’appartement de Jacques Feyder et Françoise Rosay.

## Vie personnelle
Il était marié à Mary Meerson, d'origine russe, danseuse et modèle, qui deviendra plus tard la compagne de Henri Langlois, fondateur de la Cinémathèque française.

## Filmographie
- 1924 : L'Affiche de Jean Epstein
- 1924 : Feu Mathias Pascal de Marcel L'Herbier
- 1925 : Paris en 5 jours de Nicolas Rimsky
- 1925 : Les Aventures de Robert Macaire de Jean Epstein
- 1926 : Carmen de Jacques Feyder
- 1925 : Gribiche de Jacques Feyder
- 1927 : Le Chasseur de chez Maxim's de Roger Lion et Nicolas Rimsky
- 1927 : La Proie du vent de René Clair
- 1928 : La Comtesse Marie (La condesa María) de Benito Perojo
- 1928 : Un chapeau de paille d'Italie de René Clair
- 1928 : L'Argent de Marcel l'Herbier
- 1928 : Les Deux Timides de René Clair
- 1928 : Les Nouveaux Messieurs de Jacques Feyder
- 1929 : Le Croisé de Dimitri Kirsanoff
- 1929 : Le Requin de Henri Chomette
- 1930 : David Golder de Julien Duvivier
- 1930 : L'Étrangère de Gaston Ravel
- 1930 : La Fin du monde de Abel Gance
- 1930 : Le Million de René Clair

- 1930 : Sous les toits de Paris de René Clair
- 1931 : À nous la liberté de René Clair
- 1931 : Le Bal de Wilhelm Thiele
- 1931 : Les Cinq gentlemen maudits de Julien Duvivier
- 1931 : Die fünf verfluchten Gentlemen de Julien Duvivier (version allemande du film précédent)
- 1931 : La Femme en homme de Augusto Genina
- 1931 : Jean de la lune de Jean Choux
- 1931 : Le Monsieur de minuit de Harry Lachman
- 1931 : Prisonnier de mon cœur de Jean Tarride
- 1931 : Un coup de téléphone de Georges Lacombe
- 1932 : Ciboulette de Claude Autant-Lara
- 1932 : Conduisez-moi, Madame de Herbert Selpin
- 1932 : La Femme nue de Jean-Paul Paulin
- 1932 : Il a été perdu une mariée de Léo Joannon
- 1932 : Quatorze juillet de René Clair
- 1933 : L'Ange gardien de Jean Choux
- 1933 : La Femme invisible de Georges Lacombe
- 1933 : Le Grand Jeu de Jacques Feyder
- 1933 : Lac aux dames de Marc Allégret
- 1933 : Primerose de René Guissart
- 1933 : Une fois dans la vie de Max de Vaucorbeil
- 1934 : Amok de Fedor Ozep
- 1934 : La Banque Nemo de Marguerite Viel
- 1934 : L'Hôtel du libre échange de Marc Allégret
- 1934 : Justin de Marseille de Maurice Tourneur
- 1934 : Pension Mimosas de Jacques Feyder
- 1934 : Poliche de Abel Gance
- 1934 : Zouzou de Marc Allégret
- 1935 : Les Beaux Jours de Marc Allégret
- 1935 : La Kermesse héroïque de Jacques Feyder
- 1935 : Klugen Frauen de Jacques Feyder (version allemande du film précédent
- 1935 : Princesse Tam Tam de Edmond T. Gréville
- 1937 : As You Like It (Comme il vous plaira) de Paul Czinner
- 1937 : Break the News (Fausses nouvelles) de René Clair
- 1937 : Fire Over England (L'Invincible Armada) de William K. Howard
- 1937 : Knight Without Armour (Le Chevalier sans armure) de Jacques Feyder
- 1937 : South Riding de Victor Saville
- 1938 : The Divorce of Lady X (Le Divorce de Lady X) de Tim Whelan
- 1938 : La Citadelle (The Citadel) de King Vidor